# Kisei
Il Kisei  ( 棋聖 ?,  kisei) è un importante torneo giapponese di Go ed un titolo onorifico. Il titolo, che significa "Saggio del Go" in giapponese, era usato per definire un ristretto numero di giocatori che si sono illustrati durante i secoli. Gli unici giocatori che si videro assegnare il titolo in vita, prima che divenisse un torneo, furono Hon′inbō Dōsaku e Hon′inbō Shūsaku.. Ci sono anche dei kisei riconosciuti nello shōgi.

## Caratteristiche
Il torneo Kisei è organizzato dalla Nihon-Kiin, la federazione di Go giapponese. La competizione ha avuto inizio nel 1976 sponsorizzata dal giornale Yomiuri Shimbun ed è il più importante torneo giapponese in termini di premi in denaro, assegnando al vincitore la cifra di 45.000.000 Yen (circa € 500.000); l'unico torneo con un premio maggiore nel mondo è la Ing Cup, che è però un torneo internazionale che si svolge a cadenza quadriennale.
Al torneo partecipano i giocatori più forti del paese ed è organizzato in diverse fasi. I 62 candidati per il posto di sfidante sono divisi in 4 leghe in base alle prestazioni che hanno ottenuto nelle edizioni precedenti in questo torneo:
- Lega S: 6 goisti si affrontano in un girone singolo all'italiana di sola andata, gli ultimi due in classifica retrocedono in Lega A nell'edizione successiva, i primi due accedono alla fase successiva a eliminazione diretta;
- Lega A: 8 goisti si affrontano in un girone singolo all'italiana di sola andata, i primi due in classifica salgono in Lega S nell'edizione successiva, gli ultimi quattro retrocedono in Lega B nell'edizione successiva, il primo accede alla fase successiva a eliminazione diretta;
- Lega B-1 e B-2: 16 giocatori si affrontano in due gironi all'italiana di sola andata, in ciascun girone i primi due in classifica salgono in Lega A (4 in totale) e gli ultimi tre retrocedono in Lega C (6 in totale) per l'edizione successiva, mentre i due primi dei due gironi si affrontano in uno spareggio per decidere chi accede alla fase successiva a eliminazione diretta;
- Lega C: 32 goisti (6 dalla Lega B dell'edizione precedente, i posti 7-16 della Lega C dell'edizione precedente, più 16 selezionati tramite un torneo che coinvolge 400 goisti) si affrontano in un torneo da 5 incontri con sistema svizzero modificato, in cui coloro che subiscono 3 sconfitte sono eliminati dagli accoppiamenti. La classifica è decisa in base al numero di vittorie, i primi sei sono promossi in Lega B, gli ultimi 16 escono dalla Lega e dovranno rifare i tornei di pre-qualificazione, il primo accede alla fase successiva a eliminazione diretta.

I cinque qualificati al torneo per determinare lo sfidante giocano in un torneo in cui chi vince continua a giocare: prima si sfidano il primo della Lega C e il primo della Lega B, il vincente affronta il primo della Lega A, il vincitore affronta il secondo della Lega S; il vincitore affronta il primo della Lega S al meglio dei tre incontri, con il primo della Lega S che parte col vantaggio di un incontro (in altre parole, per qualificarsi il primo della Lega S deve vincere un solo incontro, il secondo deve vincere due incontri consecutivi).
Lo sfidante affronta infine il detentore del titolo al meglio delle sette partite.
L'ingresso nella Lega per determinare lo sfidante garantisce la promozione a 7-dan; vincere la Lega e diventare lo sfidante garantisce la promozione a 8-dan; vincere il titolo garantisce la promozione a 9-dan, massimo grado disponibile.

## Albo d'oro
| Edizione  | Anno | Vincitore         | Risultato | Sfidante          |
| --------- | ---- | ----------------- | --------- | ----------------- |
| 1º Kisei  | 1977 | Hideyuki Fujisawa | 4–1       | Utaro Hashimoto   |
| 2º Kisei  | 1978 | Hideyuki Fujisawa | 4–3       | Masao Katō        |
| 3º Kisei  | 1979 | Hideyuki Fujisawa | 4–1       | Yoshio Ishida     |
| 4º Kisei  | 1980 | Hideyuki Fujisawa | 4–1       | Rin Kaiho         |
| 5º Kisei  | 1981 | Hideyuki Fujisawa | 4–0       | Hideo Otake       |
| 6º Kisei  | 1982 | Hideyuki Fujisawa | 4–3       | Rin Kaiho         |
| 7º Kisei  | 1983 | Cho Chikun        | 4–3       | Hideyuki Fujisawa |
| 8º Kisei  | 1984 | Cho Chikun        | 4–2       | Rin Kaiho         |
| 9º Kisei  | 1985 | Cho Chikun        | 4–3       | Masaki Takemiya   |
| 10º Kisei | 1986 | Kōichi Kobayashi  | 4–2       | Cho Chikun        |
| 11º Kisei | 1987 | Kōichi Kobayashi  | 4–1       | Masaki Takemiya   |
| 12º Kisei | 1988 | Kōichi Kobayashi  | 4–1       | Masao Katō        |
| 13º Kisei | 1989 | Kōichi Kobayashi  | 4–1       | Masaki Takemiya   |
| 14º Kisei | 1990 | Kōichi Kobayashi  | 4–1       | Hideo Otake       |
| 15º Kisei | 1991 | Kōichi Kobayashi  | 4–3       | Masao Katō        |
| 16º Kisei | 1992 | Kōichi Kobayashi  | 4–3       | Hiroshi Yamashiro |
| 17º Kisei | 1993 | Kōichi Kobayashi  | 4–3       | Masao Katō        |
| 18º Kisei | 1994 | Cho Chikun        | 4–2       | Koichi Kobayashi  |
| 19º Kisei | 1995 | Satoru Kobayashi  | 4–2       | Cho Chikun        |
| 20º Kisei | 1996 | Cho Chikun        | 4–3       | Satoru Kobayashi  |
| 21º Kisei | 1997 | Cho Chikun        | 4-1       | Satoru Kobayashi  |
| 22º Kisei | 1998 | Cho Chikun        | 4–2       | Norimoto Yoda     |
| 23º Kisei | 1999 | Cho Chikun        | 4–2       | Koichi Kobayashi  |
| 24º Kisei | 2000 | Ō Rissei          | 4–2       | Cho Chikun        |
| 25º Kisei | 2001 | Ō Rissei          | 4–2       | Cho Sonjin        |
| 26º Kisei | 2002 | Ō Rissei          | 4–2       | Shikun Ryu        |
| 27º Kisei | 2003 | Keigo Yamashita   | 4–1       | O Rissei          |
| 28º Kisei | 2004 | Naoki Hane        | 4–3       | Keigo Yamashita   |
| 29º Kisei | 2005 | Naoki Hane        | 4–3       | Satoshi Yuki      |
| 30º Kisei | 2006 | Keigo Yamashita   | 4–0       | Naoki Hane        |
| 31º Kisei | 2007 | Keigo Yamashita   | 4–0       | Satoru Kobayashi  |
| 32º Kisei | 2008 | Keigo Yamashita   | 4–3       | Cho Chikun        |
| 33º Kisei | 2009 | Keigo Yamashita   | 4–2       | Norimoto Yoda     |
| 34º Kisei | 2010 | Cho U             | 4–1       | Keigo Yamashita   |
| 35º Kisei | 2011 | Cho U             | 4–2       | Yūta Iyama        |
| 36º Kisei | 2012 | Cho U             | 4–3       | Shinji Takao      |
| 37º Kisei | 2013 | Yūta Iyama        | 4–2       | Cho U             |
| 38º Kisei | 2014 | Yūta Iyama        | 4–2       | Keigo Yamashita   |
| 39º Kisei | 2015 | Yūta Iyama        | 4–3       | Keigo Yamashita   |
| 40º Kisei | 2016 | Yūta Iyama        | 4–0       | Keigo Yamashita   |
| 41º Kisei | 2017 | Yūta Iyama        | 4–2       | Rin Kono          |
| 42º Kisei | 2018 | Yūta Iyama        | 4–0       | Ryo Ichiriki      |
| 43º Kisei | 2019 | Yūta Iyama        | 4–3       | Keigo Yamashita   |
| 44º Kisei | 2020 | Yūta Iyama        | 4–2       | Rin Kono          |
| 45º Kisei | 2021 | Yūta Iyama        | 4–1       | Rin Kono          |
| 46º Kisei | 2022 | Ryo Ichiriki      | 4–3       | Yūta Iyama        |
| 47º Kisei | 2023 | Ryo Ichiriki      | 4–2       | Shibano Toramaru  |
| 48º Kisei | 2024 | Ryo Ichiriki      | 4–3       | Yūta Iyama        |
| 49º Kisei | 2025 | Ryo Ichiriki      | 4–3       | Yūta Iyama        |
| 50º Kisei | 2026 |                   |           |                   |

## Kisei onorari
I goisti che detengono il titolo per cinque anni consecutivi o per dieci volte in totale sono riconosciuti come Kisei onorari. A detenere questo onore sono:
- Hideyuki Fujisawa (1°-6° Kisei)
- Kōichi Kobayashi (10°-17° Kisei)
- Yūta Iyama (37°-45° Kisei)